# Kaya Seiji
Kaya Seiji (japanisch 茅 誠司; geboren 21. Dezember 1898 in Aikawa (愛川町) im Landkreis Aikō (愛甲郡), Präfektur Kanagawa; gestorben 9. November 1988) war ein japanischer Physiker und Wissenschaftsorganisator.

## Leben und Wirken
Kaya Seiji machte 1923 seinen Studienabschluss an der Tōhoku-Universität. Er arbeitete dann im Institut für metallische Werkstoffe (金属材料研究所, Kinzoku zairyō kenkyūjo) – einer seiner Lehrer war Honda Kōtarō – und hielt sich zur Weiterbildung in Deutschland auf. Nach einer Lehrtätigkeit von 13 Jahren an der Universität Hokkaidō wurde er 1943 Professor an der Universität Tōkyō. Sein Forschungsgebiet war die Untersuchung ferromagnetischer Kristalle. 1942 erhielt er für seine Arbeit „Magnetische Untersuchungen an ferromagnetischen Kristallen“ (強磁性結晶体の磁気的研究, Kyōjisei kesshō no jikiteki kenkyū) den Preis der Akademie der Wissenschaften.
Nach dem Pazifikkrieg leitete er von 1947 bis 1949 im Kultusministerium das Amt für Ausbildung in der Naturwissenschaft (文部省科学教育局; Mombushō kagaku kyōiku kyoku) und spielte eine Schlüsselrolle bei der Einrichtung des „Science Council of Japan“ (Nihon gakujutsu kaigi), einer Einrichtung, die Japans Ausbildungs- und Forschungssystem neu strukturieren sollte. Von 1957 bis 1963 war Kaya der 17. Präsident der Universität Tōkyō. 1985 leitete er die „Gesellschaft für grüne Kultur“ (緑の文明学会; Midori no bummei gakkai).
1964 wurde Kaya als Person mit besonderen kulturellen Verdiensten geehrt und im selben Jahr mit dem Kulturorden ausgezeichnet. Zu seinen Ehren trägt der Kayabreen seinen Namen, ein Gletscher in der Antarktis.